# Cuisine asturienne

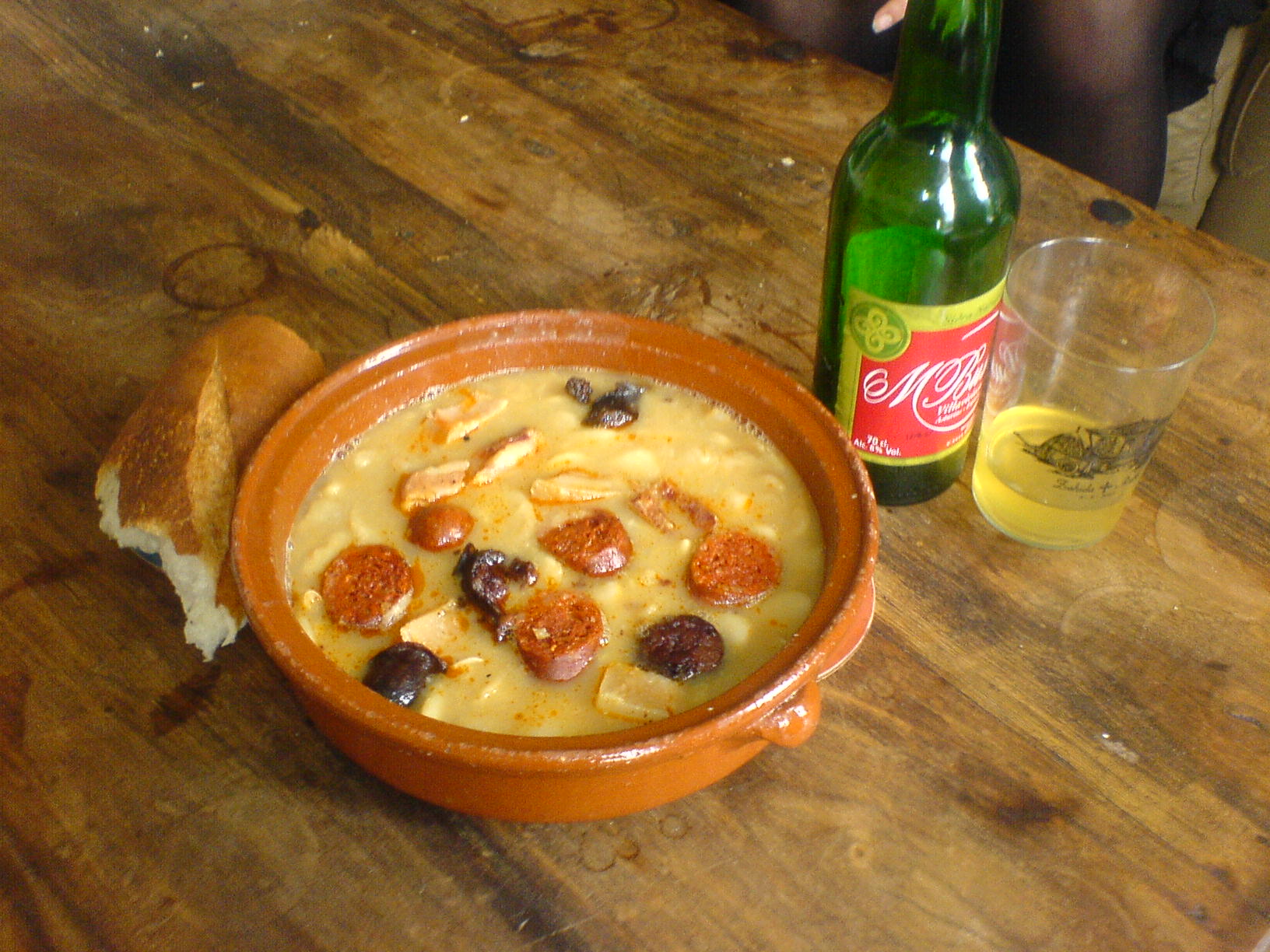
Fabada accompagnée de cidre.

La cuisine asturienne est la cuisine traditionnelle des Asturies, communauté autonome du nord de l'Espagne. Elle est considérée comme une cuisine rustique et généreuse. Elle partage quelques ressemblances avec sa voisine, la cuisine galicienne. S'il est vrai que la cuisine asturienne s'est transmise de génération en génération, il est également vrai qu'elle manque de tradition écrite jusqu'à très récemment, car il n'existe pratiquement aucun écrit qui montre ce que les Asturiens avaient l'habitude de manger, et les quelques récits qui ont survécu se trouvent dans des textes d'une nature très différente de celle de la gastronomie.
Il faut savoir que les Asturies présentent deux caractéristiques qui se reflètent dans leurs coutumes culinaires : d'une part, elles ont des côtes sur la mer Cantabrique, qui leur fournissent des éléments marins abondants (poissons et crustacés), et d'autre part, elles ont la chaîne de montagnes cantabrique, avec des vallées profondes dans lesquelles le bétail est élevé en semi-liberté, ce qui donne lieu à des viandes et du lait aux caractéristiques autochtones.

## Plats typiques

### Pain

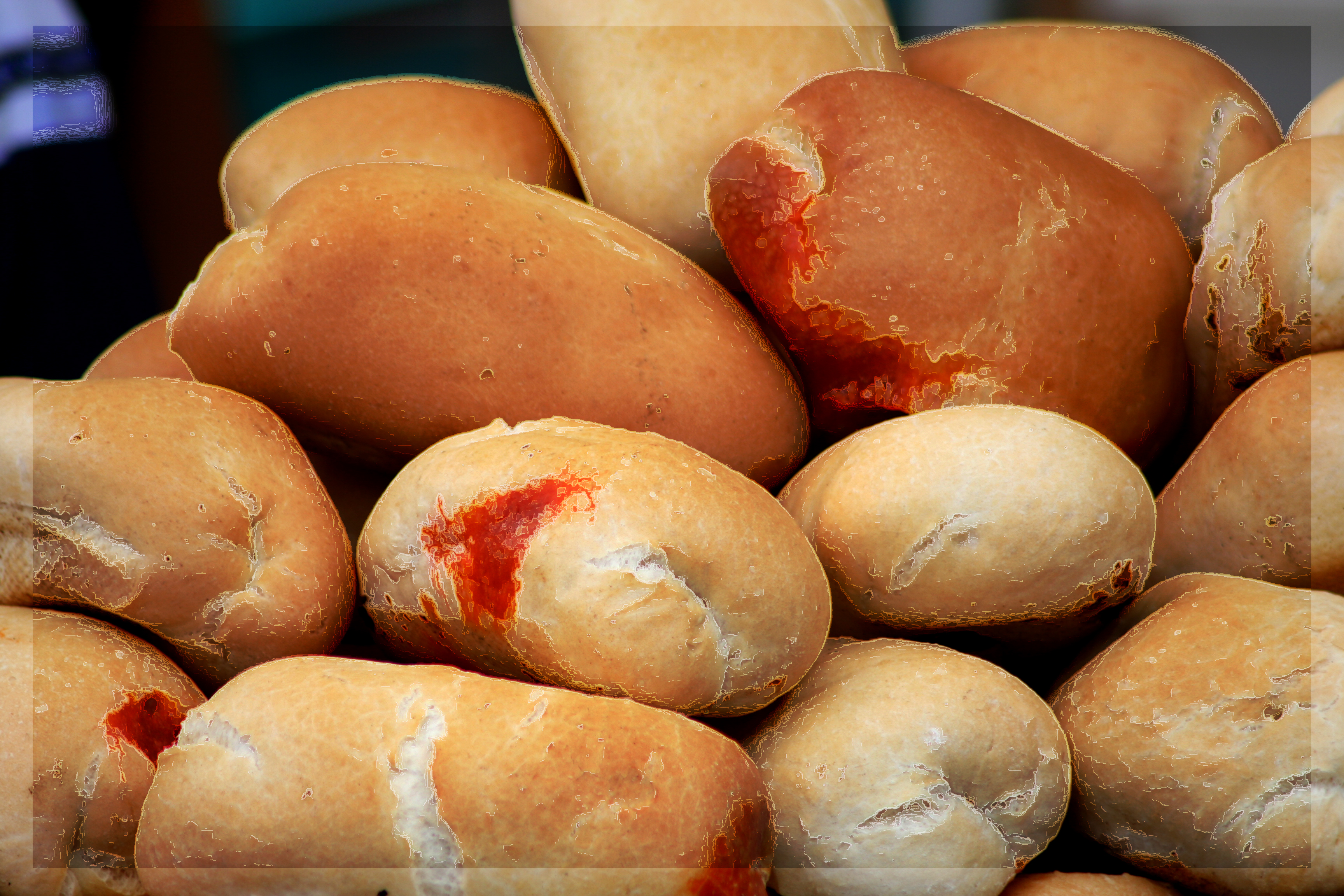
Bollos preñaos.

Parmi les spécialités liées à la farine de maïs, on trouve la borona (boroña, pain rond et dur à base de farine de maïs), les fariñes, les farrapes ou les papas (bouillie), la rapa (sorte de borona dans la pâte de laquelle on met des morceaux de lard), le neno, la pegarata (sorte de tourte farcie au chorizo), jambon et œuf dur), les tortos (petits gâteaux de maïs dorés à la poêle), les formigos, le très traditionnel pain d'épeautre (une céréale endémique des Asturies, au grain dur et foncé), les célèbres bollos preñaos (petits pains avec une saucisse de chorizo à l'intérieur) et bien d'autres. D'autres préparations à base de farine utilisées dans les desserts asturiens sont les frixuelos (une sorte de crêpe). La pancha est également un pain traditionnel du sud des Asturies.

### Fruits et légumes
Parmi celles-ci, la plus connue et celle qui participe à différents plats traditionnels est la faba (fève), qui peut être préparée comme fabada asturiana, fabes con amasueles (fèves avec des palourdes), etc. Il y a aussi le pote asturiano (une sorte de ragoût avec du chou, des haricots et diverses saucisses dans une marmite), les navets qui composent le pote de nabos (un plat d'hiver typique des villages asturiens), la marmite plus humble de châtaignes, les gousses ou frejoles (haricots verts) et arbeyos (pois), les pommes de terre, les poivrons, les choux-fleurs, etc. Parmi les forêts abondantes, il convient de mentionner les champignons sauvages en tant qu'ingrédient culinaire : champignons sauvages, pleurotes, lépiotes, etc.
Dans le domaine des fruits, les plus importants sont la pomme (ingrédient essentiel dans la production du cidre, qui est fabriqué à partir de variétés locales), les cerises, les fraises, les figues et, dans la catégorie des fruits secs, les châtaignes, les noix et les noisettes.

### Poissons et crustacés
La possession du littoral sur la mer Cantabrique et la tradition maritime de nombreux villages asturiens fournissent à la région une bonne matière première et des plats variés, tels que les soupes de poissons et de fruits de mer, la daurade, la chopa (xarágu), la lotte (pixín), le merlu au cidre, la poitrine de thon, le ventresca de bonito et, surtout, la caldereta, un ragoût composé de divers poissons et fruits de mer. Les plats sont également préparés avec du bar, de la rascasse rouge (tiñosu), du rouget, des civelles, etc. Certains poissons ont des préparations très populaires, comme les sardines (les sardines de Candás sont typiques) et le poisson-perroquet. Certaines rivières asturiennes (dont la Sella) fournissent des poissons tels que la truite et le saumon atlantique. D'autres plats connus sont le pulpu con patatines, un petit poulpe cuit avec des pommes de terre, et le pastel de cabracho (tarte au poisson scorpion).
Parmi les fruits de mer, on trouve différentes variétés : crabes (ñocles), homards, langoustes (bugres), araignées de mer, oursins (oricios), crabes (andariques), etc.

### Viandes
L'importance que l'élevage de bovins et d'ovins a toujours eue dans les Asturies a donné à la cuisine asturienne des plats tels que les callos a la asturiana, la carne gobernada et le cachopo, qui, bien que n'étant pas clairement autochtones, sont profondément enracinés dans les Asturies ; le churrasco ou cordero a la estaca, la caldereta de cordero (ragoût d'agneau) et le lechazo al horno (agneau rôti). En ce qui concerne la volaille, il y a le pitu de caleya, qui n'est pas le produit d'un élevage intensif, mais est élevé dans la nature.
À son tour, le porc (appelé gochu dans les Asturies) fournit des saucisses et des salaisons issues de l'abattage du porc, comme le chorizo asturien (à l'arôme caractéristique, fumé, fort, au goût de paprika), le boudin noir asturien et la moscancia, le lacón, le butiello (semblable au botillo), la fariñona, et d'autres qui accompagnent de nombreux autres plats traditionnels, notamment la fabada et divers ragoûts de légumineuses. Beaucoup d'entre eux sont utilisés dans les boroñas et les bollos preñaos comme garnitures, tandis que d'autres font partie de plats tels que les emberzaos (graisse de porc avec du chou, du boudin noir et diverses saucisses, le tout cuit dans une marmite, également appelés sondes d'emberzaos).

## Boissons
Les pommeraies favorisent la production de la boisson alcoolisée traditionnelle, le cidre naturel (sidra). Il s'agit d'un cidre très sec qui, contrairement aux cidres naturels français ou anglais, utilise principalement des pommes acides plutôt que douces ou douces-amères. Les proportions sont les suivantes : acide 40 %, sub-acide 30-25 %, doux 10-15 %, doux-amer 15-20 %, amer 5 %.
La sidra est traditionnellement versée par un serveur expert (ou escanciador) : la bouteille est soulevée au-dessus de sa tête pour oxygéner le breuvage lorsqu'il passe dans le verre en dessous. Une petite quantité (~120 ml) est versée à la fois (appelée culín), car elle doit être bue immédiatement avant que la sidra ne perde sa carbonatation. La sidra qui reste dans le verre est versée sur un sol recouvert de copeaux de bois ou dans une auge au fond du bar.